# Stromanthe macrochlamys
Stromanthe macrochlamys är en strimbladsväxtart som först beskrevs av Robert Everard Woodson och Paul Carpenter Standley, och fick sitt nu gällande namn av H.A.Kenn. och Dan Henry Nicolson. Stromanthe macrochlamys ingår i släktet broktoppar, och familjen strimbladsväxter. Inga underarter finns listade.